# Athmalik
Athmalik o Athmallik fou un principat de l'Índia, a Orissa, amb una superfície de 1.891 km² i una població de 21.774 habitants el 1881 i de 40.753 habitants el 1901, distribuïts en 277 pobles (1881) o 460 pobles (1901) sent el principal Kaintira. Estava dividit en dos subdivisions, Athamallik sadar i Kishorenagar, i 4 parganes. Limitava al nord amb el principat de Radhakol o Rairakhol (Províncies Centrals); a l'est am el d'Angul; al sud amb el riu Mahanadi que el separava del principat de Bod; i a l'oest pels estats de Sonpur i Radhakol (Províncies Centrals). La capital era Kainta o Kaintira o Kaintaragarh a la riba nord del Mahanati, amb un centenar d'habitants. El territori estava cobert de jungla amb una serralada de muntanyes selvàtiques al sud paral·leles al riu Mahanadi. El raja pagava un tribut anual de 48 lliures. Disposava d'un exèrcit de 360 homes.

## Història
La tradició diu que fou fundat per Pratap Dev, vingut de Puri i enfrontat al raja local, que va fer matar dos dels seus set germans. Els que van sobreviure van marxar a Bonai i s'hi van establir dirigits per Pratap. Després van anar a Baudh i finalment a la regió després anomenada Athmalik (llavors centrada a Hondapa) que va conquerir matant al cap dom local; va fundar una vila anomenada Pratappur i va agafar el títol de raja dividint el territori en vuit parts cadascuna amb un malik al front, per prevenir conflictes amb les tribus i per això el principat fou anomenat Athmalik que vol dir "Vuit Maliks" encara que la capital mantingué el nom d'Hondapa o Pratappur després traslladada pel segon raja a Thakurgarh; més tard fou traslladada a Nuagaon i finalment a Purunargarh (Kaintaragarh). Els records de palau esmenten 42 reis entre Pratap Deo i el 1948 quan va accedir a l'Índia.
Laxmidhar Deo (1785-1802) va desconèixer la sobirania de Baudh i es va declarar raja independent d'Athmalik, però al tractat amb els britànics de 1804 és esmentat com estat tributari de Baudh; el 1874 fou reconegut com a príncep amb títol de raja; el títol fou elevat a maharaja el 1890 només personalment pel raja Mahendra Deo per la seva bona administració; en el sanad de 1894 se'l considerava un príncep totalment independent amb títol de maharaja. El principat era considerat d'origen zamindar i el príncep portava el títol de raja i nom dinastic Samant.

## Rajes independents reconeguts
- Raja Jogendra Deo Samant 1874-1877 (mort 4 de febrer de 1877)
- Maharaja Mahendra Deo Samant 1877-1902 (fill)
- Raja Bibhudendra Deo Samant 1902-1918 (fill)
- Raja Kishor Chandra Deo Samant 1918/19? (fill)
- Raja Suraj Mani Deo Samant 19?- ? (germà), no sobirà
- Raja Pradip Chandra Deo Samant, (fill) no sobirà